# Logan Water (River Esk)
Das Logan Water ist ein Wasserlauf in Dumfries and Galloway, Schottland. Es entsteht südlich des Ewe Hill aus dem Zusammenfluss von Farend Gutter und Belt Burn und fließt zunächst in östlicher Richtung. An der Mündung des Kirn Cleuch wendet er sich nach Süden, bis er sich südlich der Mündung des Bigholms Burn wieder nach Osten wendet. Er fließt dann als Wauchope Water bis zu seiner Mündung in den River Esk in Langholm.